# Wiestnik
Wiestnik (ros. Вестник) – chutor w Rosji, w Kraju Krasnodarskim, w rejonie anapskim. W 2010 liczył 618 mieszkańców.